# Neobanco
Un neobanco (también conocido como un banco digital, banco virtual, banco en línea o un banco solo por Internet) es un tipo de banco directo que es 100% digital y es accesible a los clientes solo en aplicaciones móviles y plataformas de computadoras personales. Los neobancos no operan redes de sucursales físicas tradicionales. Los neobancos están impulsados por la tecnología y pueden adoptar tecnologías de aprendizaje automático e inteligencia artificial sin estar limitados por los sistemas heredados de los competidores bancarios tradicionales.

## Historia
El término neobanco se hizo prominente en 2017 para describir a los proveedores financieros basados en tecnología financiera que desafiaban a los bancos tradicionales . Hubo dos tipos principales de compañías que proporcionaron servicios digitalmente, compañías que solicitaron su propia licencia bancaria y compañías que se asociaron con un banco tradicional para proporcionar esos servicios financieros, los cuales operan digitalmente con sus propias licencias bajo el sistema de banca electrónica.

## Características
Entre las principales características de los neobancos se encuentran la ausencia de comisiones por mantenimiento de cuenta, transferencias gratuitas, herramientas de ahorro automatizado, integración con servicios de terceros a través de APIs, y atención al cliente a través de chatbots o asistentes virtuales.
Además, los neobancos suelen destacarse por la rapidez en la apertura de cuentas, la facilidad para realizar operaciones como pagos o transferencias, la personalización de los servicios ofrecidos, y la disponibilidad de aplicaciones móviles intuitivas y fáciles de usar.

## Listado
| Neobanco                | Región               |
| ----------------------- | -------------------- |
| Banco del Sol           | Argentina            |
| Brubank                 | Argentina            |
| Ualá                    | Argentina            |
| Rebanking               | Argentina            |
| Wilobank                | Argentina            |
| 86 400                  | Australia            |
| Passbook (Apple Wallet) | Estados Unidos       |
| Up                      | Australia            |
| Tyro Payments           | Australia            |
| Volt Bank               | Australia            |
| Xinja                   | Australia            |
| C6 Bank                 | Brasil               |
| Digio                   | Brasil               |
| Nubank                  | Brasil               |
| Mach                    | Chile                |
| Tenpo                   | Chile                |
| Chek                    | Chile                |
| WeBank                  | China                |
| Dale!                   | Colombia             |
| DAVIPLATA               | Colombia             |
| Ding - Tecnipagos       | Colombia             |
| Nubank                  | Colombia             |
| Movii                   | Colombia             |
| Lulo Bank               | Colombia             |
| NEQUI                   | Colombia             |
| OMNi                    | Costa Rica           |
| Máximo                  | Perú                 |
| B89                     | Perú                 |
| Bunq                    | Unión Europea        |
| N26                     | Unión Europea        |
| Openbank                | España               |
| BNC10                   | España               |
| Bnext                   | España               |
| Imagin                  | España               |
| Myinvestor              | España               |
| Banco Tinkoff           | Rusia                |
| Atom Bank               | Reino Unido          |
| Monzo                   | Reino Unido          |
| Revolut                 | Reino Unido          |
| Starling Bank           | Reino Unido          |
| Chime                   | Estados Unidos       |
| Simple                  | Estados Unidos       |
| Albo                    | México               |
| Cuenca                  | México               |
| Flink                   | México               |
| Fondeadora              | México               |
| Hey Banco               | México               |
| Klar                    | México               |
| Mibo                    | México               |
| NexaBanco               | Guatemala            |
| Mango                   | Paraguay             |
| Eko                     | Paraguay             |
| Ueno                    | Paraguay             |
| Qik                     | República Dominicana |
| Sportbank               | Ucrania              |
| Bank Vlasnyi Rakhunok   | Ucrania              |
| Izibank                 | Ucrania              |
| Monobank                | Ucrania              |
| O.Bank                  | Ucrania              |
| Todobank                | Ucrania              |
| Neobank                 | Ucrania              |
| N58                     | Venezuela            |